# Liliane Wouters
Liliane Wouters (* 5. Februar 1930 in Ixelles, Belgien; † 28. Februar 2016 in Charleroi, Belgien) war eine französischsprachige belgische Schriftstellerin.
Ihr Werk umfasst Gedichtbände, Dramen, Gedicht-Anthologien sowie Übersetzungen aus dem Niederländischen.

## Werke (Auswahl)

### Lyrik
- 1954: La Marche forcée (Der Gewaltmarsch)
- 1960: Le Bois sec (Das Trockenholz)
- 1966: Le Gel (Der Frost)
- 1983: L'Aloès (Die Aloe)
- 1990: Journal du Scribe (Tagebuch des Schreibers)

### Drama
- 1965: Oscarine ou les tournesols (Oscarine oder die Sonnenblumen)
- 1967: La Porte (Die Tür)
- 1979: Vies et morts de Mademoiselle Shakespeare (Leben und Tode des Fräulein Shakespeare)
- 1983: La Salle des Profs (Das Lehrerzimmer)
- 1989: Charlotte ou la nuit mexicaine (Charlotte oder die mexikanische Nacht)
- 1991: Le jour du narval (Der Tag des Narwals)

## Ehrungen
- ab 1985: Mitglied der Académie royale de langue et de littérature françaises de Belgique
- ab 2000: Mitglied der Königlichen Akademie für Niederländische Sprach- und Literaturwissenschaften
- Prix Renée-Vivien (1955)
- Prix triennal de poésie (1961)
- Montaigne-Preis (1995)
- Prix Goncourt (Poesie) (2000)
- Prix quinquennal de littérature (2000)
- Prix Guillaume Apollinaire für Derniers feux sur terre sowie für das Gesamtwerk (2015)

## Quelle
- Philippe Cantraine: Wouters, Liliane. Übers. v. Volker Rivinius. In: Autorinnen Lexikon. Hrsgg. v. Ute Hechtfischer, Renate Hof, Inge Stephan und Flora Veit-Wild. Frankfurt/M. Suhrkamp 2002, ISBN 3518399187, S. 568f.

| Personendaten    | Personendaten              |
| ---------------- | -------------------------- |
| NAME             | Wouters, Liliane           |
| KURZBESCHREIBUNG | belgische Schriftstellerin |
| GEBURTSDATUM     | 5. Februar 1930            |
| GEBURTSORT       | Ixelles, Belgien           |
| STERBEDATUM      | 28. Februar 2016           |
| STERBEORT        | Charleroi, Belgien         |